# Cúmulo de Ptolomeo
El cúmulo de Ptolomeo (también conocido como cúmulo abierto M7, Messier 7, M7 o NGC 6475) es un cúmulo abierto de la constelación de Scorpius.
Era conocido por Ptolomeo, quien lo describió como una nebulosa en el año 130. Giovanni Batista Hodierna lo observó alrededor de 1654 y contó 30 estrellas en él, más tarde, en 1764, Charles Messier lo añadiría a su catálogo. El cúmulo es fácilmente detectable a ojo desnudo cerca del aguijón del Escorpión.
Observaciones al telescopio revelan unas 80 estrellas en un campo de 1,3º. La distancia a este cúmulo es de 800 a 1000 años luz. La edad del cúmulo se estima en unos 220 millones de años mientras que la estrella más brillante tiene una magnitud de 5,6.

## Enlaces externos

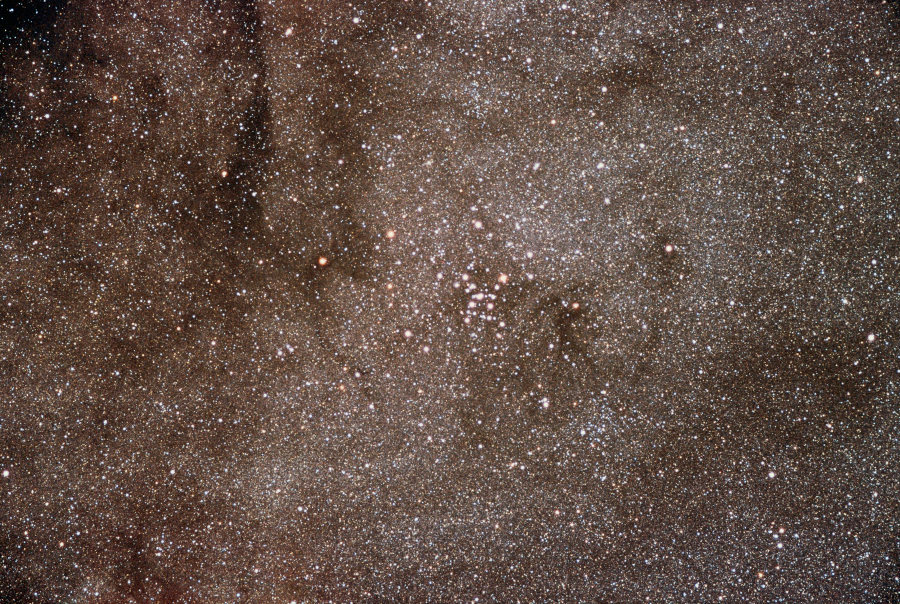
El cúmulo abierto M7